# Sinagoga din Pitești
Sinagoga din Pitești este un lăcaș de cult evreiesc din municipiul Pitești, localizat pe Bulevardul Eroilor, nr.1. Ea a fost construită între anii 1919-1925, în stil neo-maur cu influențe locale ale vremii, după planurile arhitectului Jakob Gartner.
Sinagoga din Pitești a fost inclusă pe Lista monumentelor istorice din județul Argeș din anul 2015, având codul de clasificare  AG-II-m-B-13414 .